# Cetohexosa
Una Cetohexosa (en anglès: ketohexose) és una hexosa (un monosacàrid de 6 carbonis) que conté cetona. Les cetohexoses més comunes, cadascuna de les quals presenten un parell d'enantiòmers (D- i L-isòmers), inclouen la fructosa, psicosa, sorbosa, i tagatosa. La cetohexosa és estable en un ampli rang de pH, i amb un pKa de 10,28, només desprotonarà a alt pH, per tant és marginalment menys estable que l'aldohexosa en solució.
| D-Fructosa | D-Psicosa | D-Sorbosa | D-Tagatosa |
| L-Fructosa | L-Psicosa | L-Sorbosa | L-Tagatosa |